# Lisa LoCicero

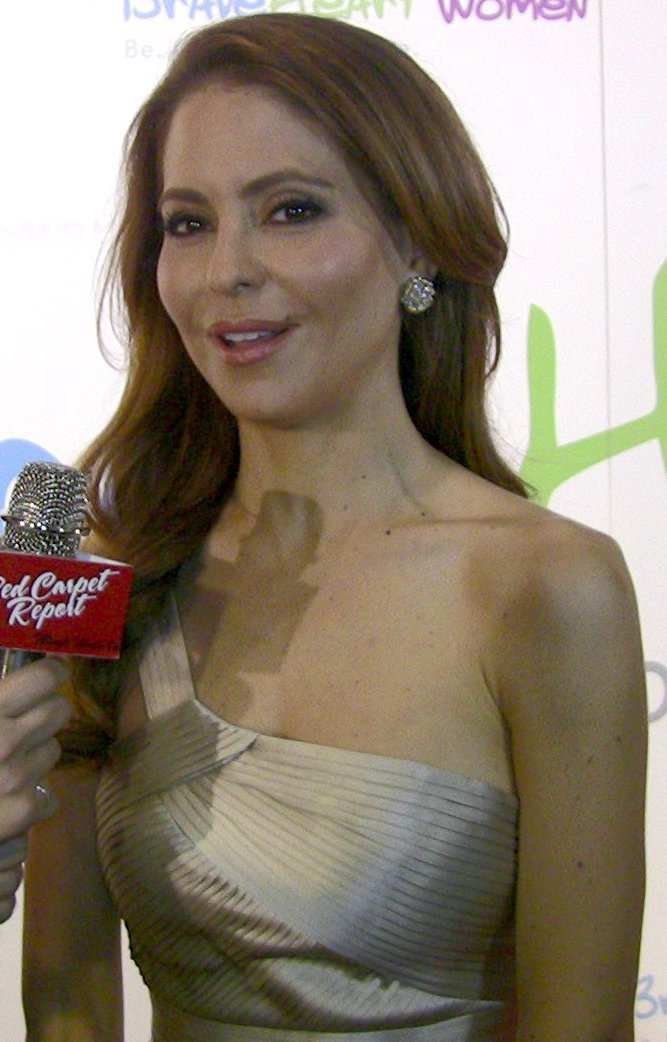
Lisa LoCicero (2011)

Lisa LoCicero (* 18. April 1970 in Grosse Pointe, Michigan) ist eine US-amerikanische Schauspielerin, die für ihre ABC-Seifenoperrollen Sonia Toledo Santi in Liebe, Lüge, Leidenschaft und Olivia Falconeri bzw. Olivia Quartermaine in General Hospital bekannt ist.

## Leben
LoCiceros erste bemerkenswerte Rolle war die Jocelyn Roberts Brown, die sie 1995 in der Seifenoper Loving und deren Ableger The City spielte. Neben etlichen weiteren Auftritten in Filmen und Fernsehserien, übernahm sie 1999 die Rolle der Sonia Toledo Santi in der Seifenoper Liebe, Lüge, Leidenschaft, bis diese 2004 aus der Serie herausgeschrieben wurde. In dem Serienfinale Endspiel von Star Trek: Raumschiff Voyager verkörperte sie 2001 die Miral Paris, die Tochter von B’Elanna Torres und Tom Paris. Von 2004 bis 2007 war sie als Reporterin Maria Storm in der Comedyserie Reno 911! zu sehen. Seit 2008 spielt sie die Rolle der Olivia Falconeri (ab 2017 Olivia Quartermaine) in der Seifenoper General Hospital, wofür sie 2015 eine Nominierung als beste Nebendarstellerin in einer Dramaserie für den Daytime Emmy Award erhielt.
Sie trat auch in einigen Kinofilme auf, so etwa in Murder Too Sweet (1994), Mr. Vincent (1997), Love and Loathing at the Ass Lamp Lounge (2003), Gettin’ Lucky (2005) und Das verschollene Medaillon – Die Abenteuer von Billy Stone (2013). Zudem war sie in den englischen Versionen einiger Star-Trek-Computerspiele zu hören.
Seit 2007 ist die mit dem Regisseur Michael Patrick Jann verheiratet, mit dem sie zwei Kinder hat.

## Filmografie

### Filme
- 1994: Murder Too Sweet
- 1997: Mr. Vincent
- 1999: Foreign Correspondents
- 2000: Family Man
- 2001: Rush Hour 2
- 2003: Love and Loathing at the Ass Lamp Lounge
- 2003: Lap Dancing (Kurzfilm)
- 2005: Gettin’ Lucky
- 2006: Shockwave (A.I. Assault, Fernsehfilm)
- 2007: InAlienable
- 2007: Marlowe (Fernsehfilm)
- 2007: American Family (Fernsehfilm)
- 2008: Pedro
- 2013: Das verschollene Medaillon – Die Abenteuer von Billy Stone (The Lost Medallion: The Adventures of Billy Stone)
- 2015: Skeletons (Kurzfilm)
- 2017: The F*** Happened

### Fernsehserien
- 1995: Loving (2 Folgen)
- 1995: The City (9 Folgen)
- 1997: Law & Order (eine Folge)
- 1998: New York Cops – NYPD Blue (NYPD Blue, eine Folge)
- 1998: LateLine (eine Folge)
- 1999: Viper (eine Folge)
- 1999: Sons of Thunder (eine Folge)
- 1999: Rude Awakening – Nur für Erwachsene! (Rude Awakening, eine Folge)
- 1999: V.I.P. – Die Bodyguards (V.I.P., eine Folge)
- 1999–2004: Liebe, Lüge, Leidenschaft (One Life to Live)
- 2001: Star Trek: Raumschiff Voyager (Star Trek: Voyager, Folge 7x25: Endspiel)
- 2002: Raising Dad – Wer erzieht wen? (Raising Dad, 2 Folgen)
- 2004: Good Girls Don’t … (eine Folge)
- 2004–2007: Reno 911! (12 Folgen)
- 2005: Joey (eine Folge)
- 2005, 2008: It’s Always Sunny in Philadelphia (2 Folgen)
- 2007: Without a Trace – Spurlos verschwunden (Without a Trace, eine Folge)
- 2007: Wainy Days (eine Folge)
- 2008: Little Britain USA (eine Folge)
- seit 2008: General Hospital
- 2010: Bones – Die Knochenjägerin (Bones, eine Folge)
- 2011: Chuck (eine Folge)
- 2011: Rizzoli & Isles (eine Folge)
- 2020: Navy CIS (Fernsehserie, eine Folge)

### Videospiele
- 2001: Star Trek: Armada II (Stimme)
- 2002: Star Trek: Bridge Commander (Stimme als Ensign Kiska LoMar)
- 2003: Star Trek: Elite Force II (verschiedene Stimmen)
- 2010: Star Trek Online (Stimme als Miral Paris)

## Auszeichnungen und Nominierungen
- 2015: Daytime-Emmy-Award-Nominierung als beste Nebendarstellerin in einer Dramaserie für General Hospital